# Korkeasaari (ö i Finland, Lappland, Östra Lappland, lat 66,04, long 28,21)
Korkeasaari är en ö i Finland. Den ligger i sjön Yli-Kitka och i kommunen Posio i den ekonomiska regionen  Östra Lapplands ekonomiska region  och landskapet Lappland, i den norra delen av landet, 700 km norr om huvudstaden Helsingfors. Öns area är 22,8 hektar och dess största längd är 0,8 kilometer i öst-västlig riktning.